# Carnets d'oflag
Carnets d'oflag est un recueil de textes de Georges Hyvernaud paru en 1986 aux éditions Ramsay.
Rédigés pendant qu'il était prisonnier de guerre, ils témoignent, tout comme son premier roman, La Peau et les Os, de la souffrance de la captivité endurée pendant 5 ans. Andrée Hyvernaud, sa veuve, a souhaité faire publier les carnets intimes de l’écrivain après les avoir recopiés, ces derniers étant dans un état médiocre du fait de leurs conditions de réalisation, à travers l'Allemagne.

## Résumé
Ce recueil se divise en plusieurs carnets, conformément aux originaux :
- Premier carnet (29 juin 1940 - décembre 1940)
- Deuxième carnet (janvier, février, mars, et juillet 1941)
- Troisième carnet (mai 1941 - septembre 1941)
- Quatrième carnet (1941 - 6 mars 1942)
- Cinquième carnet (mai - décembre 1942)
- Feuilles de carnet (vraisemblablement décembre 1942)
- Sixième carnet (vraisemblablement janvier - novembre 1943)
- Septième carnet (novembre 1943 - novembre 1944)
- Huitième carnet (15 décembre 1944 - avril 1945)
- Derniers feuillets - Libération du camp de Soest (5 - 15 avril 1945)

Du 29 juin 1940 au 15 mai 1942, Georges Hyvernaud se trouve enfermé à l'oflag II-D, à Grossborn, en Poméranie. Après le 15 mai 1942, l’écrivain passe par l'oflag II-B, à Arnswalde, puis il se trouve en exode sur les routes allemandes, le camp ayant été évacué devant l’avancée de l’armée soviétique. Les derniers feuillets racontent quant à eux la libération du camp de Soest par les troupes américaines. 
Les carnets sont des textes intimes, où l’écrivain décrit sa vie au milieu des prisonniers des camps d'officiers français. On y retrouve le goût d'Hyvernaud pour la dénonciation de l’absurdité des codes sociaux, de la nature humaine et de l’enfermement. Mais l'auteur oscille aussi entre citations d'ouvrages lus au cours de sa captivité, et descriptions de scènes d'hommes en lutte avec cette captivité pesante. Les carnets fourmillent aussi d'analyses et de critiques littéraires faites par l’écrivain, notamment autour des œuvres de Charles Péguy, auquel il voulait consacrer un ouvrage.
C'est un véritable témoignage de ce qu'a enduré l'auteur, mais, au-delà, une œuvre très pertinente pour comprendre la vie au sein d'un oflag, mais aussi dans l’exode et la Libération, où tout se délite autour des prisonniers de la Seconde Guerre mondiale.

## Éditions
- Carnets d'oflag, proses et critique littéraire, Ramsay, 1986.  (ISBN 2859565612)
- Carnets d'oflag, suivi de Lettre à une petite fille, Le Dilettante, 1999.  (ISBN 2-84263-028-9)